# Molitorosa
Molitorosa molitor es una especie de araña araneomorfa de la familia Lycosidae. Es el único miembro del género monotípico Molitorosa. Es originaria de Brasil.